# One Foot in the Grave
One Foot in the Grave – jedno z czterech różnych wydawnictw wydanych przez Becka w roku 1994 (inne to Mellow Gold, A Western Harvest Field by Moonlight i Stereopathetic Soulmanure). Nagrany został w domowym studiu Calvina Johnsona (którego widać stojącego razem z Beckiem na okładce) i wydany w jego wytwórni K Records. Album różni się znacznie od Mellow Gold zawierając niemalże wyłącznie stonowane, w większości akustyczne piosenki. Od 2009 roku prawa do płyty posiada Geffen, a K Records wedle zalecenia sądu nie może jej już sprzedawać, produkować ani dystrybuować.

## Lista utworów
Wszystkie utwory napisane przez Becka Hansena, poza oznaczonymi inaczej.
1. „He's a Mighty Good Leader” (Skip James) – 2:41
2. „Sleeping Bag” – 2:15
3. „I Get Lonesome” – 2:50
4. „Burnt Orange Peel” – 1:39
5. „Cyanide Breath Mint” – 1:37
6. „See Water” – 2:22
7. „Ziplock Bag” – 1:44
8. „Hollow Log” – 1:53
9. „Forcefield” – 3:31
10. „Fourteen Rivers Fourteen Floods” – 2:54
11. „Asshole” – 2:32
12. „I've Seen the Land Beyond” – 1:40
13. „Outcome” – 2:10
14. „Girl Dreams” – 2:02
15. „Painted Eyelids” – 3:06
16. „Atmospheric Conditions” – 2:09

## Deluxe Edition
14 kwietnia 2009 roku, wytwórnia płytowa Geffen Records wydawał specjalną edycję płyty z dodatkowymi 16 utworami, z których 12 było wcześniej niepublikowanych.
1. „It's All in Your Mind” - 2:54
2. „Whiskey Can Can” - 2:12
3. „Mattress” - 2:31
4. „Woe on Me” - 3:10
5. „Teenage Wastebasket” (electric & band) - 2:28
6. „Your Love Is Weird” - 2:27
7. „Favorite Nerve” - 2:05
8. „Piss on the Door” - 2:05
9. „Close to God” -  2:28
10. „Sweet Satan” - 1:45
11. „Burning Boyfriend” - 1:12
12. „Black Lake Morning” - 2:25
13. „Feather in Your Cap"* - 1:13
14. „One Foot in the Grave” - 3:18
15. „Teenage Wastebasket” (acoustic) - 1:27
16. „I Get Lonesome” (Alternate Version) - 1:56

## Personel
- Beck – gitara, gitara basowa, perkusja, śpiew
- Calvin Johnson – śpiew
- Chris Ballew – gitara basowa, gitara
- James Bertram – gitara basowa
- Sam Jayne – śpiew
- Scott Plouf – perkusja
- Mario Prietto – bongos